# Cyanerpes lucidus
Cyanerpes lucidus là một loài chim trong họ Thraupidae.